# 국립통일교육원
국립통일교육원(國立統一敎育院, National Institute for Unification Education)은 「통일교육 지원법」에 따른 대국민 통일교육과 각급 학교 및 공공·사회교육기관의 통일교육에 대한 지도 및 지원에 관한 사무를 관장하는 대한민국 통일부의 소속기관이다. 1996년 12월 27일 발족하였으며, 서울특별시 강북구 419로 123에 위치하고 있다. 원장은 고위공무원단 가등급에 속하는 일반직공무원으로 보하되, 임기제공무원으로 보할 수 있다.

## 설치 근거 및 소관 업무

### 설치 근거
- 「통일부와 그 소속기관 직제」 제2조제2항[3]

### 소관 업무
- 통일교육에 관한 제반 계획 수립·조정·실시 및 평가
- 통일교육지침 개발 및 보급
- 통일교육 관련 법령 및 제도 수립 및 개선
- 통일교육에 관한 국내외 홍보 및 통일교육 연구 지원
- 사이버통일교육에 관한 계획의 수립 및 실시
- 통일교육전문인력에 대한 통일교육 운영계획 수립·집행 및 평가
- 사회통일교육에 관한 계획 수립·실시 및 유관기관과의 협력체계 구축
- 통일교육위원 및 지역통일교육센터 운영·관리
- 초중등 학교 및 대학의 통일교육 지원 계획 수립 및 실시
- 통일교육 교재 및 교육자료의 개발·보급 및 평가
- 교육원 시설 운영 및 지원
- 그 밖에 「통일교육 지원법」에 따른 사무

## 연혁
- 1972년 5월 1일: 국토통일원 소속으로 통일연수소 설치.[4]
- 1986년 10월 18일: 북한관 개관.
- 1986년 12월 26일: 통일연수원으로 개편.[5]
- 1991년 2월 1일: 통일원 소속으로 변경.[6]
- 1991년 3월 2일: 청사 신축.
- 1994년 5월 3일: 북한방문 안내교육 주관.
- 1996년 12월 17일: 통일교육원으로 개편.[7]
- 1997년 2월 1일: 북한관 폐지.
- 1998년 2월 29일: 통일부 소속으로 변경.[8]
- 2016년 3월 1일: 책임운영기관 지정.[9]
- 2017년 2월 1일: 직제개편(부서명 변경) 2부 6과
- 2017년 11월 1일: 사이버교육담당 인력 증원(7급 1명,정원 66명)
- 2018년 3월 1일: 책임운영기관 성과관리 전담인력 증원(7급 1명,정원 67명)
- 2018년 9월 14일: 공공부문 통일교육 의무화(「 통일교육지원법 」개정 시행)
- 2018년 12월 28일: 교육부 종합교육연수원 인가
- 2020년 2월 25일: 공공부문 통일교육 인력 증원(7급 1명,정원 68명)
- 2020년 6월 1일:‘학교통일교육과’ 정규 조직화
- 2021년 2월 25일: 스마트교육 인력 증원(6급 1명, 정원 69명)
- 2021년 3월 30일: ｢국립통일교육원｣으로 명칭 변경(대통령령 제31559호)

## 역대 원장
- 박찬세 - 3, 5, 8대 원장. 2021년 별세
- 강보대 - 9대 통일연수원장. 초대 통일교육원장(통일연수원에서 통일교육원으로 변경)
- 윤미량 - 여성 고위자. 2022년 별세
- 백준기
- 이인배
- 고영환 - 탈북민 출신

## 조직

### 원장
교육기획부
- 교육총괄과[11]
- 교육연수과[11]
- 운영관리과[11]

교육협력부
- 사회통일교육과[11]
- 학교통일교육과[11][12][13]
- 연구개발과[11]

## 같이 보기
- 대한민국 통일부